# Armorial des communes de Lot-et-Garonne
- il reste des blasons à dessiner dans cet armorial.
- quelques blasons ne sont pas référencés.

Cette page donne les armoiries (figures et blasonnements) des communes de Lot-et-Garonne.
- Haut – A
- B
- C
- D
- E
- F
- G
- H
- I
- J
- K
- L
- M
- N
- O
- P
- Q
- R
- S
- T
- U
- V
- W
- X
- Y
- Z

7 dessin(s) en attente (voir : GMMMNTT)

## A
| Blason de Agen | Blason  | Parti : au premier de gueules à l'aigle essorante d'argent tenant dans ses serres un listel du même chargé du nom AGEN en lettres onciales de sable, au second aussi de gueules au château donjonné de trois tourelles pavillonnées d'or, maçonné, ajouré et ouvert de sable. Devise / CriNisi dominus custodierit civitatem frustra vigilat qui custodit eam (« Si le Seigneur ne protégeait pas la cité, c'est en vain que veillerait celui qui la garde ») |
| Blason de Agen | Détails | Le statut officiel du blason reste à déterminer. |

| Blason de Aiguillon | Blason  | De gueules aux trois bandes d'or.                |
| Blason de Aiguillon | Détails | Le statut officiel du blason reste à déterminer. |

| Blason de Allemans-du-Dropt | Blason  | De gueules à la gerbe de blé d’or accompagnée de trois molettes d’éperons de huit rais du même. |
| Blason de Allemans-du-Dropt | Détails | Le statut officiel du blason reste à déterminer.                                                |

| Blason de Astaffort | Blason  | De gueules à la bande d'or, accompagnée de six croisettes du même ordonnées en orle. Devise / CriStat fortiter (« Elle se dresse avec force ») |
| Blason de Astaffort | Détails | Le statut officiel du blason reste à déterminer.                                                                                               |

| Blason de Auradou | Blason  | De sinople au chevron d'or accompagné en pointe d'une burèle ondée d'argent; au chef cousu de gueules chargé d'une épée d'argent garnie d'or, posée en fasce la pointe vers senestre. Devise / CriDe la discussion jaillit la lumière |
| Blason de Auradou | Détails | * Ces armes emploient le terme « cousu » dans le seul but de contrevenir à la règle de contrariété des couleurs : elles sont fautives (gueules sur azur). Le statut officiel du blason reste à déterminer.                            |

Pas d'informations pour les communes suivantes : Agmé, Agnac, Allez-et-Cazeneuve, Allons, Ambrus, Andiran, Antagnac, Anthé, Anzex, Argenton et Aubiac

Pas de blasons pour les communes suivantes : Armillac et Auriac-sur-Dropt
- Haut – A
- B
- C
- D
- E
- F
- G
- H
- I
- J
- K
- L
- M
- N
- O
- P
- Q
- R
- S
- T
- U
- V
- W
- X
- Y
- Z

## B
| Blason de Bajamont | Blason  | Parti: au premier d'azur au lion contourné d'or, au second d'argent à la montagne de sinople sommée d'un château masuré de gueules, ouvert et ajouré du champ.                        |
| Blason de Bajamont | Détails | Conflit héraldique : le blasonnement dit le château ouvert et ajouré du champ ; le dessin le représente ouvert et ajouré de gueules. Le statut officiel du blason reste à déterminer. |

| Blason de Barbaste | Blason  | D'azur au pont roman de deux arches et deux demies, mouvant des flancs et de la pointe et sommé d'un château carré de quatre tours, le tout d'argent, maçonné de sable et surmonté de trois fleurs de lis d'or rangées en chef. |
| Blason de Barbaste | Détails | Le statut officiel du blason reste à déterminer. |

| Blason de Bazens | Blason  | De gueules à une tour d'argent maçonnée et ouverte de sable ; une barre d'azur chargée d'une crosse d'or brochant sur le tout. |
| Blason de Bazens | Détails | Le statut officiel du blason reste à déterminer.                                                                               |

| Blason de Beaupuy | Blason  | Coupé de gueules et d'azur, au premier à deux grappes de raisin d'or feuillées de quatre pièces de sinople et au second à l'arbre du même.                            |
| Blason de Beaupuy | Détails | * Il y a là non-respect de la règle de contrariété des couleurs : ces armes sont fautives (sinople sur azur). Officiel, présent sur les plaques de rue de la commune. |

| Blason de Beauville | Blason  | Parti : au 1er coupé au I de sinople à une coquille d'or, au II d'or à un bœuf arrêté de tenné, accorné et onglé d'argent, au 2d de gueules à une croix latine d'or. Devise / CriSul camin del pais (« Sur le chemin du pays ») |
| Blason de Beauville | Détails | Officiel. |
| Blason de Beauville | Alias   | Parti : au 1er d'or à deux vaches au naturel l'une sur l'autre (qui est de la famille de Beauville ou Boville) ; au 2d de gueules à une croisette d'or.                                                                         |

| Blason de Bias | Blason  | Taillé, au premier d'azur plain, au second de gueules à la croix cléchée, vidée et pommetée de douze pièces d'or ; à la barre d'argent chargée de trois oiseaux volant de sable, brochant sur la partition. |
| Blason de Bias | Détails | Le statut officiel du blason reste à déterminer. |

| Blason de Bouglon | Blason  | D'argent au bouc au naturel sur une terrasse de sinople surmonté d'un monde d'azur cintré et croiseté d'or, le tout accosté de deux épées basses de gueules garnies d'or. |
| Blason de Bouglon | Détails | Créé en 1873. Le statut officiel du blason reste à déterminer. |

| Blason de Brax | Blason  | D'or au lion d'azur, couronné du champ, lampassé de gueules. |
| Blason de Brax | Détails | Le statut officiel du blason reste à déterminer.             |

| Blason de Buzet-sur-Baïse | Blason  | Palé contre-palé d'or et de gueules.             |
| Blason de Buzet-sur-Baïse | Détails | Le statut officiel du blason reste à déterminer. |

Pas d'informations pour les communes suivantes : Baleyssagues, Beaugas, Birac-sur-Trec, Blaymont, Boudy-de-Beauregard, Bourgougnague, Bourlens, Bournel, Bourran, Boussès, Bruch et Brugnac

Pas de blasons pour les communes suivantes : Beauziac, Blanquefort-sur-Briolance et Bon-Encontre
- Haut – A
- B
- C
- D
- E
- F
- G
- H
- I
- J
- K
- L
- M
- N
- O
- P
- Q
- R
- S
- T
- U
- V
- W
- X
- Y
- Z

## C
| Blason de Cancon | Blason  | Palé d'or et de gueules de huit pièces à la bordure de sable chargée de huit besants d'argent. |
| Blason de Cancon | Détails | Le statut officiel du blason reste à déterminer.                                               |

| Blason de Casseneuil | Blason  | De gueules à un plant de chêne arraché feuillé de trois pièces d'argent.                                   |
| Blason de Casseneuil | Détails | Armes parlantes. (rapport étymologique avec le chêne) Officiel, présent sur le site internet de la commune |

| Blason de Cassignas | Blason  | D'or à un rameau de chêne posé en barre, tigé de sable, feuillé et englanté de sinople ; au chef du même chargé de deux fleurs de lys d'or. Devise / Cri"Debat lou casse fay boun bioure" (Sous le chêne il fait bon vivre) |
| Blason de Cassignas | Détails | Armes parlantes. (rapport étymologique avec le chêne) Officiel, adopté le 13 novembre 1997, créé par Roger Séré. |

| Blason de Castelculier | Blason  | Coupé : au 1) d’argent à la croix tréflée de gueules, au 2) d’azur à l’enceinte d’or maçonnée de sable, fortifiée d’une tour aussi d’or ouverte du champ, maçonnée et ajourée aussi de sable. |
| Blason de Castelculier | Détails | Le statut officiel du blason reste à déterminer. |

| Blason de Casteljaloux (Lot-et-Garonne) | Blason  | Tranché d'or et de sable au château de deux tours couvert et girouetté d'argent brochant sur le tout. Devise / Cri"Fiat pax en virtute tua et abondantia in turribus tuis" (Que la paix règne grâce à ta force et que l'abondance soit dans tes tours) |
| Blason de Casteljaloux (Lot-et-Garonne) | Détails | Officiel, présenté sur le site internet de la commune |

| Blason de Castella | Blason  | D'azur aux vingt losanges d'or aboutées et accolées en cinq tires de quatre, senestrées d'un lion du même, le tout soutenu d'une losange aussi d'or. Devise / Cri"Des croissants à la pleine lune, elle obtient toujours le plein pouvoir" |
| Blason de Castella | Détails | Officiel, adopté le 2 avril 1984, créé par Roger Séré. |

| Blason de Castelmoron-sur-Lot | Blason  | D'argent au château de gueules surmonté d'une tête de maure de sable.                                                                       |
| Blason de Castelmoron-sur-Lot | Détails | Armes parlantes (armes accordées en 1697 par Louis XIV en référence aux invasions maures). Le statut officiel du blason reste à déterminer. |

| Blason de Castillonnès | Blason  | D'azur aux trois châteaux d'argent.                                                                                                   |
| Blason de Castillonnès | Détails | Le statut officiel du blason reste à déterminer.                                                                                      |
| Blason de Castillonnès | Alias   | D’azur à trois tours couvertes et pavillonnées d’argent, ouvertes de sable, accompagnées de trois fleurs de lis d’or rangées en chef. |
| Blason de Castillonnès | Alias   | D'azur au château de trois tours couvertes d'argent, celle du milieu flammée de gueules.                                              |

| Blason de Caudecoste | Blason  | D’or au mont de trois coupeaux d’azur mouvant de la pointe.. |
| Blason de Caudecoste | Détails | Le statut officiel du blason reste à déterminer.             |

| Blason de Caumont-sur-Garonne | Blason  | D’azur à trois léopards d’or, couronnés, armés et lampassés de gueules, passant l’un au-dessus de l’autre. |
| Blason de Caumont-sur-Garonne | Détails | Le statut officiel du blason reste à déterminer.                                                           |

| Blason de Clairac | Blason  | D'azur au soleil d'or. Devise / Cri"Ville sans roy, soldat sans peur" |
| Blason de Clairac | Détails | Le statut officiel du blason reste à déterminer.                      |

| Blason de Clermont-Dessous | Blason  | D'argent à la croix pattée alésée de gueules.    |
| Blason de Clermont-Dessous | Détails | Le statut officiel du blason reste à déterminer. |

| Blason de Clermont-Soubiran | Blason  | De gueules à un lion d'argent.                   |
| Blason de Clermont-Soubiran | Détails | Le statut officiel du blason reste à déterminer. |

| Blason de Cocumont | Blason  | D'or à la montagne de chênes de sinople, au chef d'azur chargé de trois abeilles d'or. |
| Blason de Cocumont | Détails | Créé en 1863. Le statut officiel du blason reste à déterminer.                         |

| Blason de Colayrac-Saint-Cirq | Blason  | Tranché, de gueules au léopard d'or, et d'azur à trois fasces ondées d'argent ; à la cotice d'or brochant sur le tout. Devise / CriSo que l'homme lu donno, la terro sat li tourna (« Ce que l'homme lui donne, la terre sait lui rendre ») |
| Blason de Colayrac-Saint-Cirq | Détails | Officiel, adopté le 14 mai 1998, créé par Roger Séré. |

| Blason de Croix-Blanche (La) | Blason  | Écartelé au 1) d’or à la feuille de fougère de sinople posée en barre, au 2) de pourpre à la tour droite aussi d'or ouverte du champ, au 3) de pourpre au clocher-fronton d’or ouvert du champ, au 4) d’or au bœuf arrêté au naturel ; à la croix estrée alésée d’argent brochant sur la partition. Devise / CriLa crout blanco en tout temps et en tout l'an |
| Blason de Croix-Blanche (La) | Détails | Armes parlantes. (croix blanche) Officiel, adopté le 2 avril 1989, créé par Roger Séré. |

Pas d'informations pour les communes suivantes : Cahuzac, Calignac, Calonges, Cambes, Castelnaud-de-Gratecambe, Caubeyres, Caubon-Saint-Sauveur, Cauzac, Cavarc, Cazideroque, Condezaygues, Coulx, Courbiac, Cours, Couthures-sur-Garonne, Cuq et Cuzorn 

Pas de blason pour Castelnau-sur-Gupie
- Haut – A
- B
- C
- D
- E
- F
- G
- H
- I
- J
- K
- L
- M
- N
- O
- P
- Q
- R
- S
- T
- U
- V
- W
- X
- Y
- Z

## D
| Blason de Damazan | Blason  | De gueules à la croix ancrée d'or.               |
| Blason de Damazan | Détails | Le statut officiel du blason reste à déterminer. |

| Blason de Dausse | Blason  | Coupé d'azur et de sinople, à la fasce ondée d'argent, brochant sur la partition et accompagnée de trois étoiles d'or rangées en chef. Devise / Cri"Fay so que dibes fa, et arribara so que pouyra" (Fais ce que tu dois, et il arrivera ce qu'il pourra) |
| Blason de Dausse | Détails | Conflit héraldique : le blasonnement annonce trois étoiles ; le dessin n'en montre que deux. Officiel, adopté le 15 mai 2000, créé par Roger Séré. |

| Blason de Dondas | Blason  | D'azur à la bande d'argent chargée d'une bande de gueules, surchargée de trois besants d'argent, accompagnée de deux étoiles du même.                    |
| Blason de Dondas | Détails | Inspiré des armes de la famille de Vassal, dont étaient issus les seigneurs de Dondas au XVIIIe siècle. Le statut officiel du blason reste à déterminer. |

Pas d'informations pour les communes suivantes : Dévillac, Douzains et Durance

Pas de blasons pour les communes suivantes : Dolmayrac, Doudrac et Duras

## E
| Blason de Estillac | Blason  | Écartelé, au premier d'azur à la louve arrêtée d'or, au deuxième de gueules à la tour carrée talutée d'or, maçonnée de sable, au troisième de gueules à la gerbe de blé d'or liée d'azur, au quatrième de sinople à la coquille d'or. Devise / Cri"Deo duce, ferro comite" (Dieu comme chef, mon épée comme compagnon) |
| Blason de Estillac | Détails | Le statut officiel du blason reste à déterminer. |

Pas d'informations pour les communes suivantes : Engayrac, Escassefort, Esclottes et Espiens
- Haut – A
- B
- C
- D
- E
- F
- G
- H
- I
- J
- K
- L
- M
- N
- O
- P
- Q
- R
- S
- T
- U
- V
- W
- X
- Y
- Z

## F
| Blason de Fargues-sur-Ourbise | Blason  | Parti : au premier d'argent au pin terrassé de sinople, au cerf au naturel brochant sur le fût de l'arbre, au second de gueules aux trois asperges d'argent liées d'or en botte ; au chef d'or chargé d'une rivière d'azur ondée d'argent mouvant de la partition surmontée de deux enclumes de sable. |
| Blason de Fargues-sur-Ourbise | Détails | Créé en 2006. Le statut officiel du blason reste à déterminer. |

| Blason de Foulayronnes | Blason  | D'azur semé de fleurs de lis d'or, à la fontaine jaillissante d'argent brochante ; au chef cousu de gueules chargé de trois coquilles d'or. |
| Blason de Foulayronnes | Détails | Le statut officiel du blason reste à déterminer.                                                                                            |

| Blason de Fourques-sur-Garonne | Blason  | Écartelé: aux 1er et 4e d'or au pal d'azur sur lequel brochent quatre ponts en arc de sable, l'un sur l'autre ; aux 2 et 3e de sinople à la fourche de sable accostée de deux épis de maïs d'or. |
| Blason de Fourques-sur-Garonne | Détails | * Il y a là non-respect de la règle de contrariété des couleurs : ces armes sont fautives (sable sur sinople). Armes parlantes. (fourches) Le statut officiel du blason reste à déterminer.      |

| Blason de Francescas | Blason  | Coupé: au 1er de gueules au triangle d'argent surmonté d'un besant d'or et accosté de deux autruches affrontées au naturel, 2e d'azur à trois fleurs de lis d'or. |
| Blason de Francescas | Détails | Le statut officiel du blason reste à déterminer. |
| Blason de Francescas | Alias   | D'azur à la bastide d'or ouverte, ajourée et maçonnée de sable, accompagnée de trois fleurs de lis d'or; au chef cousu de gueules chargé d'un lion léopardé d'or. Conflit héraldique : le blasonnement dit la bastide "ouverte de sable" ; le dessin la représente ouverte d'or. |

| Blason de Fréchou | Blason  | Écartelé : aux 1er et 4e de gueules à deux balances d'or l'une au-dessus de l'autre, aux 2e et 3e de sinople plain. |
| Blason de Fréchou | Détails | Le statut officiel du blason reste à déterminer.                                                                    |

| Blason de Frégimont | Blason  | D'azur au mont de trois coupeaux de sinople accompagnés en chef de deux aquilons affrontés d'argent ; au chef de gueules chargé d'une balance d'or.                                          |
| Blason de Frégimont | Détails | * Il y a là non-respect de la règle de contrariété des couleurs : ces armes sont fautives (sinople et gueules sur azur). Créé en 2015 par Jean-François Binon. Adopté deuxième semestre 2015 |

| Blason de Frespech | Blason  | Parti : au 1) d’azur aux trois étoiles d’or rangées en pal, au 2) d’or aux trois bandes de gueules ; le tout enfermé dans une bordure de sable chargée de onze besants d’argent. Devise / Cri"Cal prene lou tens coume ben e lou mounde coume soun" (Il faut prendre le temps comme il vient et les gens comme ils sont) |
| Blason de Frespech | Détails | Le blason de la ville reprend certains éléments du blason des Montferrand. Officiel, adopté par le conseil municipal le 1er septembre 1999, créé par Roger Séré. |

| Blason de Fumel | Blason  | D'or au mont de trois pointes d'azur.            |
| Blason de Fumel | Détails | Le statut officiel du blason reste à déterminer. |

Pas d'informations pour les communes suivantes : Fauguerolles, Fauillet, Ferrensac, Feugarolles, Fieux et Fongrave

Pas de blasons pour Fals
- Haut – A
- B
- C
- D
- E
- F
- G
- H
- I
- J
- K
- L
- M
- N
- O
- P
- Q
- R
- S
- T
- U
- V
- W
- X
- Y
- Z

## G
| Blason de Gontaud-de-Nogaret | Blason  | Écartelé d’or et de gueules.                                                                |
| Blason de Gontaud-de-Nogaret | Détails | Ces armoiries sont celle des Gontaut-Biron Le statut officiel du blason reste à déterminer. |

| Blason de Granges-sur-Lot | Blason  | Coupé au 1) d’or au château de gueules ouvert du champ et maçonné de sable, soutenu d’une croisette de pourpre, au 2) fascé-ondé d’argent et d’azur à la barre de sable brochant. Devise / Cri"Locus Sancti Damiani de Grangia" (Localité de Saint Damien de Granges) |
| Blason de Granges-sur-Lot | Détails | Officiel, adopté le 20 octobre 1997, créé par Roger Séré. |

| Blason à dessiner | Blason  | Un lion regardant.                               |
| Blason à dessiner | Détails | Le statut officiel du blason reste à déterminer. |

Pas d'informations pour les communes suivantes : Galapian, Gaujac, Gavaudun, Grateloup-Saint-Gayrand, Grézet-Cavagnan et Guérin
- Haut – A
- B
- C
- D
- E
- F
- G
- H
- I
- J
- K
- L
- M
- N
- O
- P
- Q
- R
- S
- T
- U
- V
- W
- X
- Y
- Z

## H
Pas d'informations pour les communes suivantes : Hautefage-la-Tour et Houeillès

Pas de blason pour Hautesvignes

## J
| Blason de Jusix | Blason  | Taillé, de pourpre à un épi de maïs d’or en pal, et du second d'or à une feuille de tabac de sinople aussi en pal, à la rivière en champagne ondée d’azur, ombrée d’argent, un rocher du dernier émergeant et portant l’inscription : "1906, quand je t’ai vue …". Devise / Cri"Quand je t’ai vue, j’ai pleuré, quand je te reverrai, je pleurerai" |
| Blason de Jusix | Détails | Différences entre dessin et blasonnement : d’azur, ombré d’argent - ressemble à des fasces. Créé en 1990 par Serge Hubert. |

- Haut – A
- B
- C
- D
- E
- F
- G
- H
- I
- J
- K
- L
- M
- N
- O
- P
- Q
- R
- S
- T
- U
- V
- W
- X
- Y
- Z

## L
| Blason de Labretonie | Blason  | Écartelé : au premier de gueules au léopard d'or, armé et lampassé d'azur, au deuxième d'hermine plain, au troisième d'argent à la prune de pourpre, tigée et feuillée au naturel, au quatrième tiercé en bande d'or, de gueules et d'azur. |
| Blason de Labretonie | Détails | Le statut officiel du blason reste à déterminer. |

| Blason de Lacapelle-Biron | Blason  | D'azur à trois bandes d'argent chargées de neuf boulets de charbon de sable, 2, 5 et 2. |
| Blason de Lacapelle-Biron | Détails | Le statut officiel du blason reste à déterminer.                                        |
| Blason de Lacapelle-Biron | Alias   | D'argent semé de charbons ardents de gueules, à trois bandes d'azur.                    |

| Blason de Lacépède | Blason  | Coupé ondé : au 1er parti au I de sinople à une colombe essorante d'argent, au II d'azur à trois étoiles d'or, au 2d d'argent à deux clefs de gueules passées en sautoir. |
| Blason de Lacépède | Détails | Adopté en décembre 2021. |

| Blason de Lafox | Blason  | Écartelé: au 1er d'argent au pont droit isolé, crénelé d'or, maçonné de sable, enjambant une rivière d'azur surmontée d'une roue de moulin d'or, au 2e de gueules à saint Christophe d'or portant sur son épaule l'enfant Jésus d'or tenant dans sa senestre un monde du même cerclé et croiseté d'azur, au 3e de gueules au léopard d'or armé et lampassé d'azur, au 4e d'argent au filet ondé en barre mouvant d'une fasce ondée d'une pièce et sur lequel broche une trangle, le tout alésé d'azur. |
| Blason de Lafox | Détails | * Il y a là non-respect de la règle de contrariété des couleurs : ces armes sont fautives (or sur argent). Le statut officiel du blason reste à déterminer. |

| Blason de Lagruère | Blason  | Écartelé: au 1er de gueules au léopard d'or, armé et lampassé d'azur, au 2e d'argent à trois fasces ondées d'azur, au 3e d'argent à la grue d'azur tenant sa vigilance du même, au 4e de gueules à la gerbe d'or liée d'azur. |
| Blason de Lagruère | Détails | Armes parlantes (Lagruère/grue). Le statut officiel du blason reste à déterminer. |

| Blason de Laparade | Blason  | D'argent au puits de gueules, maçonné de sable; au chef de gueules chargé d'un léopard d'or. |
| Blason de Laparade | Détails | Le statut officiel du blason reste à déterminer.                                             |

| Blason de Laplume | Blason  | D'azur aux trois tours couvertes d'argent, girouettées de sable.                                                                                                |
| Blason de Laplume | Détails | Le statut officiel du blason reste à déterminer. |
| Blason de Laplume | Alias   | D'azur à trois tours d'or, celle de la pointe sommée d'un bouquet de trois plumes d'argent, le tout enfermé dans une filière du même. Armes parlantes. (plumes) |
| Blason de Laplume | Alias   | D'azur à trois tours terrassées et couvertes d'argent, girouettées de gueules, celle du milieu plus haute, sommée d’une croisette pattée de sable.              |

| Blason de Laroque-Timbaut | Blason  | D’azur à l'épée basse d’argent au pommeau d’or, adextrée d’un lion et senestrée d’un poisson en pal, les deux adossés aussi d’argent. |
| Blason de Laroque-Timbaut | Détails | Officiel, adopté le 24 septembre 1982                                                                                                 |

| Blason de Laugnac | Blason  | Écartelé au 1) et au 4) d’azur aux deux balances de deux balances d’argent l’une sur l’autre, au 2) et 3) de gueules aux trois bandes d’or. Devise / Cri"Cand lou sourel se levo, se levo per tout le mounde" (Quand le soleil se lève, il se lève pour tout le monde) |
| Blason de Laugnac | Détails | Officiel, adopté le 13 novembre 2000, créé par Roger Séré. |

| Blason de Lauzun | Blason  | Tiercé en bande d’or, de gueules et d’azur.      |
| Blason de Lauzun | Détails | Le statut officiel du blason reste à déterminer. |

| Blason de Lavardac | Blason  | De gueules à la bande d’argent chargée de trois tourteaux du champ. |
| Blason de Lavardac | Détails | Le statut officiel du blason reste à déterminer.                    |
| Blason de Lavardac | Alias   | De gueules à trois besants d'argent rangés en bande.                |

| Blason de Lavergne | Blason  | D'azur à la bande ondée d'argent accompagnée de deux roues de moulin d'or; au franc quartier d'or chargé d'un vergne au naturel. Armes parlantes. |
| Blason de Lavergne | Détails | Créé par JF Binon.Site Internet de la commune, 2023.                                                                                              |

| Blason de Layrac | Blason  | De sinople à la grappe de raisin tigée et feuillée de pourpre. |
| Blason de Layrac | Détails | * Il y a là non-respect de la règle de contrariété des couleurs : ces armes sont fautives (pourpre sur sinople). Le statut officiel du blason reste à déterminer. |
| Blason de Layrac | Alias   | De sinople à la grappe de raisin tigée et feuillée de pourpre accompagnée de trois étoiles d’or mal ordonnées.                                                    |

| Blason de Lusignan-Petit | Blason  | Burelé d’argent et d’azur.                       |
| Blason de Lusignan-Petit | Détails | Le statut officiel du blason reste à déterminer. |

Pas d'informations pour les communes suivantes : Lacaussade, Lachapelle, Lafitte-sur-Lot, Lagarrigue, Lalandusse, Lamontjoie, Lannes, Laperche, Lasserre, Laussou, Lédat, Lévignac-de-Guyenne, Leyritz-Moncassin et Lougratte

Pas de blasons pour les communes suivantes : Labastide-Castel-Amouroux, Lagupie, Longueville et Loubès-Bernac
- Haut – A
- B
- C
- D
- E
- F
- G
- H
- I
- J
- K
- L
- M
- N
- O
- P
- Q
- R
- S
- T
- U
- V
- W
- X
- Y
- Z

## M
| Blason de Marcellus | Blason  | Parti : au 1, d'argent au drapeau tricolore mis en pal ; au 2, de gueules à l'étoile d'or ; au chef d'azur chargé de trois abeilles d'or sommant le parti. |
| Blason de Marcellus | Détails | Créé en 1865. Le statut officiel du blason reste à déterminer.                                                                                             |

| Blason de Marmande | Blason  | De gueules aux quatre tours d'argent, maçonnées de sable, posées en croix et confrontées par leurs pieds, entre lesquels est posée une croix potencée aussi d'argent, au chef d'azur chargé de trois fleurs de lys d'or. |
| Blason de Marmande | Détails | Les quatre tours du blason correspondent aux quatre premières portes de la ville. Le chef de France a été ajouté en 1414 par Charles VI grâce à sa fidélité. Officiel, présent sur le site internet de la commune        |

| Blason de Marmont-Pachas | Blason  | Coupé au 1) parti au I de gueules au coq de sable, au II d’or à la coquille au naturel ; au 2) d’azur aux cinq épis d’or liés en gerbe.                                                                     |
| Blason de Marmont-Pachas | Détails | * Ces armes emploient le terme « cousu » dans le seul but de contrevenir à la règle de contrariété des couleurs : elles sont fautives (sable sur gueules). Le statut officiel du blason reste à déterminer. |

| Blason de Mas-d'Agenais (Le) | Blason  | De gueules à trois mains senestres appaumées d'or.   |
| Blason de Mas-d'Agenais (Le) | Détails | Officiel, présent sur le site internet de la commune |

| Blason à dessiner | Blason  | D'azur à une terrasse d'or bordée en fond d'un rideau d'arbres du même chargée d'une chapelle (évoquant celle du lieu) au naturel ; chaperonné ployé parti : au 1 d'argent à la croix de Malte de gueules, au 2 d'orangé à la gerbe de blé d'or et à la roue de moulin d'argent mouvant d'une tierce ondée et alésée du même. bande. |
| Blason à dessiner | Détails | Entête de document de la mairie, (au trait, sans couleurs) 2016. |

| Blason de Mauvezin-sur-Gupie | Blason  | D'or à deux fasces de gueules.                   |
| Blason de Mauvezin-sur-Gupie | Détails | Le statut officiel du blason reste à déterminer. |

| Blason de Meilhan-sur-Garonne | Blason  | De gueules à la tour d'or, accompagnée de trois grenouilles du même.  |
| Blason de Meilhan-sur-Garonne | Détails | Officiel, présent sur le site internet de la commune.                 |
| Blason de Meilhan-sur-Garonne | Alias   | De gueules à la tour d'or, accompagnée de trois grenouilles d'argent. |

| Blason de Mézin | Blason  | D'azur aux trois fleurs de lys d'argent, bordées d'or. |
| Blason de Mézin | Détails | * Il y a là non-respect de la règle de contrariété des couleurs : ces armes sont fautives (or sur argent). Le statut officiel du blason reste à déterminer. |

| Blason de Miramont-de-Guyenne | Blason  | Parti : au premier de gueules à l'épée d'or, au second d'azur au château d'argent, accompagné de deux gerbes de blé du même. Devise / Cri"Le fort céans 1494 portait le faible" |
| Blason de Miramont-de-Guyenne | Détails | Le statut officiel du blason reste à déterminer. |

| Blason de Moirax | Blason  | De gueules aux deux clefs d’argent passées en sautoir, à l’épée du même brochant sur le tout. |
| Blason de Moirax | Détails | Le statut officiel du blason reste à déterminer.                                              |

| Blason de Monbahus | Blason  | De gueules au léopard d’or accompagné de deux meules de moulin d’argent. |
| Blason de Monbahus | Détails | Le statut officiel du blason reste à déterminer.                         |

| Blason de Monbalen | Blason  | Parti : au 1) d’or aux deux roses de gueules boutonnées d’argent l’une sur l’autre, au 2) de sinople au poisson d’argent posé en pal ; le tout sommé d’un chef parti de sinople et d’or chargé de deux entrelacs de sable brochant sur le parti. Devise / Cri"Fay pla e daisso dire" (Fais bien et laisse dire). |
| Blason de Monbalen | Détails | Officiel, adopté le 2 avril 1989, créé par Roger Séré |

| Blason de Moncaut | Blason  | Parti : au 1er d'argent à une croix tréflée d'azur, au 2d d'azur à une assiette d'argent, chargée d’un musicien d'argent, vêtu d'azur et de gueules, au chapeau de sable, tenant de sa main dextre un archet posé en pal, brochant sur un violon d'argent, posé sur une terrasse alésée, à huit fleurs d'azur tigées et feuillées de deux pièces de sinople ordonnées et posées en orle, les deux du chef renversées et adossées ; le tout sommé d'un chef de gueules chargé d'un léopard d'or, armé et lampassé d'azur. |
| Blason de Moncaut | Détails | Les couleurs du premier ainsi que la croix tréflée évoquent les familles seigneuriales de la commune : les Montaigu de Mondenard et les Rovignan. L'assiette rappelle l'activité faïencière du village aux XVIIIe et XIXe siècles. Enfin le chef au léopard symbolise la Guyenne. Création de Jean-François Binon adoptée en 2019. |

| Blason de Monclar | Blason  | Parti : au premier d'azur aux deux tours d'argent ajourées de sable, celle de senestre plus haute, reliées par un entre-mur aussi d'argent, le tout maçonné aussi de sable, surmonté d'un croissant d'argent et soutenu d'un soleil non figuré d'or, au second mi-parti de gueules à la croix cléchée, vidée et pommetée de douze pièces d'or. |
| Blason de Monclar | Détails | Le statut officiel du blason reste à déterminer. |

| Blason de Moncrabeau | Blason  | Écartelé : au premier et au quatrième d'azur aux trois fleurs de lys d'or, au deuxième et au troisième d'argent plain. |
| Blason de Moncrabeau | Détails | Le statut officiel du blason reste à déterminer.                                                                       |

| Blason de Monflanquin | Blason  | D'azur au mont d'or mouvant de la pointe, surmonté de deux étoiles du même, au chef aussi d'azur chargé d'un mur crénelé surchargé d'une tour et de deux demies, le tout d'or. |
| Blason de Monflanquin | Détails | Le statut officiel du blason reste à déterminer. |

| Blason de Monsempron-Libos | Blason  | De gueules à quatre pals abaissés d'or, surmontés de trois flammes d'argent rangés en chef. |
| Blason de Monsempron-Libos | Détails | Le statut officiel du blason reste à déterminer.                                            |

| Blason de Montayral | Blason  | Parti: au 1 de gueules à un casque romain d'argent empanaché d'azur, au 2 d'or à une mitre d'argent ornée de gueules; le tout au chef d'azur à la fasce ondée d'argent. |
| Blason de Montayral | Détails | Enveloppe de mairie, 2010. |

| Blason de Montesquieu | Blason  | D'azur à la fasce d'or, accompagnée en chef de deux coquilles du même et en pointe d'un croissant d'argent. |
| Blason de Montesquieu | Détails | Le statut officiel du blason reste à déterminer.                                                            |

| Blason de Monteton | Blason  | De gueules au chevron d'or, à une branche de prunier de sinople en barre, feuillée de même et fruitée de deux pièces de pourpre, posée sur une claie de sable, brochant sur le tout et soutenue d'une anguille d'argent, lorée d'or, la tête et la queue brochant sur le chevron ; le tout accompagné en pointe d'une jumelle ondée d'azur. |
| Blason de Monteton | Détails | * Ces armes emploient le terme « cousu » dans le seul but de contrevenir à la règle de contrariété des couleurs : elles sont fautives (azur sur gueules). Le statut officiel du blason reste à déterminer. |

| Blason de Montpezat | Blason  | De gueules à l'épée haute d'or portant sur sa pointe une balance de deux plateaux du même. |
| Blason de Montpezat | Détails | Armes parlantes. (pezat/balance/peser) Le statut officiel du blason reste à déterminer.    |

| Blason de Montpouillan | Blason  | Parti d'argent et de sinople, à l' écu en bannière de l'un en l'autre accompagné d'une cotice de sable défaillante en cœur (var : abaissée à dextre et haussée à senestre), sur lesquels brochent un lion du même armé et lampassé de gueules accompagné de sept oiseaux plus un casque tous de sable, ordonnés en orle, le casque en pointe orné d'argent sur lequel broche en pointe, un gantelet du même. (var : et à l'inscription MONTPOUILLAN en capitale d'argent brochant en chef sur la partition.),. |
| Blason de Montpouillan | Détails | Les figurations entre documents Mairie et sculpture façade diffèrent: les parenthèses "var" dans le blasonnement concernent le document Mairie.. Utilisé sur documents Mairie, 2007, sculptures sur mur nouvelle mairie 2012. |

| Blason de Monviel | Blason  | Parti: au 1er d'or au dragon de sinople armé et lampassé de gueules, au 2e de sinople à la gerbe de blé d'or liée de gueules; le tout sommé d'un chef de gueules chargé d'un léopard d'or armé et lampassé d'azur. |
| Blason de Monviel | Détails | Créé en 2015 par Jean-François Binon. Le statut officiel du blason reste à déterminer. |

| Blason à dessiner | Blason  | Parti : au 1er un lion chargé en abîme d'une aigle de sable et au chef chargé d'une fleur de lis, au 2e des arcades de monastère gothique et au chef chargé d'une clé contournée en fasce. |
| Blason à dessiner | Détails | Le statut officiel du blason reste à déterminer. |

Pas d'informations pour les communes suivantes : Madaillan, Masquières, Massoulès, Mazières-Naresse, Mongaillard, Monheurt, Monségur, Montagnac-sur-Auvignon, Montagnac-sur-Lède, Montastruc, Montauriol, Montaut, Montignac-de-Lauzun, Montignac-Toupinerie et Moulinet
- Haut – A
- B
- C
- D
- E
- F
- G
- H
- I
- J
- K
- L
- M
- N
- O
- P
- Q
- R
- S
- T
- U
- V
- W
- X
- Y
- Z

## N
| Blason de Nérac | Blason  | D'azur au soleil d'or. Devise / Cri"Sol justitiæ Christus" (Christ, soleil de justice) |
| Blason de Nérac | Détails | Le statut officiel du blason reste à déterminer.                                       |

| Blason à dessiner | Blason  | De gueules au pairle voûté et abaissé d'azur, surmonté de la lettre N du même.                                                                                 |
| Blason à dessiner | Détails | * Il y a là non-respect de la règle de contrariété des couleurs : ces armes sont fautives (azur sur gueules). Le statut officiel du blason reste à déterminer. |

| Blason de Nomdieu | Blason  | Parti d'argent et de sable à la croix alésée pattée de gueules brochant sur le parti. Devise / Cri"Non nobis domine sed nomini tuo da gloriam" (Apporte la gloire, Seigneur, non à nous, mais à ton nom). |
| Blason de Nomdieu | Détails | Le statut officiel du blason reste à déterminer. |

- Haut – A
- B
- C
- D
- E
- F
- G
- H
- I
- J
- K
- L
- M
- N
- O
- P
- Q
- R
- S
- T
- U
- V
- W
- X
- Y
- Z

## P
| Blason de Passage d'Agen (Le) | Blason  | Écartelé : aux 1er et 4e d’azur plain, au 2e de gueules à la gerbe de blé d’or, au 3e de gueules à l’ancre d’or ; à la bande d’argent chargée de trois aloses de sable brochant sur l’écartelé. Devise / Cri"Lay gesir lay" |
| Blason de Passage d'Agen (Le) | Détails | Les bateliers qui descendent les rivières, doivent, lorsqu’ils en voient d’autres remonter, leur crier "lay gesir lay", c’est-à-dire de se ranger du côté de la terre car il est plus aisé de s’arrêter au bateau qui monte qu’à celui qui descend. L’écartelé a été choisi pour représenter les quatre hameaux avec leurs églises respectives : - Dolmayrac, avec Saint-Urbain, à vocation essentiellement agricole, est symbolisé par la gerbe d’or, - Ganet, avec Sainte-Jehanne, - Le Passage, avec Saint-Joseph, - Monbusq, avec Notre-Dame de l’Assomption, à vocation fluviale, est symbolisé par l’ancre d’or. Les couleurs de l’écartelé indiquent l’appartenance du territoire de la commune à la Gascogne, une des fiertés de ses habitants. La bande argentée et les trois poissons (aloses) de sable symbolisent la Garonne. Le statut officiel du blason reste à déterminer. |

| Blason de Penne-d'Agenais | Blason  | D'azur aux trois coquilles rangées en pointe, surmontées à dextre de deux clefs passées en sautoir et à senestre d'un château de trois tours, le tout d'or. |
| Blason de Penne-d'Agenais | Détails | Le statut officiel du blason reste à déterminer. |

| Blason de Pindères | Blason  | Coupé : au 1er d'argent à trois pins coupés au naturel rangés en fasce, au 2d de gueules à deux clés d'or passées en sautoir et à une épée basse d'argent brochant sur les clés ; à la burelle ondée d'azur brochant sur la partition. |
| Blason de Pindères | Détails | Armes parlantes. (pins) Le statut officiel du blason reste à déterminer. |

| Blason de Pinel-Hauterive | Blason  | Tiercé en pairle renversé : au 1er d'azur à deux bandes ondées d'argent, au 2e de gueules à un moulin à vent d'argent, couvert, ouvert et ailé au naturel, au 3e d'or à un chêne au naturel. |
| Blason de Pinel-Hauterive | Détails | Le statut officiel du blason reste à déterminer. |
| Blason de Pinel-Hauterive | Alias   | D'argent à un pieu de sinople. |

| Blason de Pont-du-Casse | Blason  | D’argent à la croix pattée alésée de gueules, chaussé d’azur aux quatre fasces ondées d’argent, au pont alésé d’or maçonné de sable brochant en pointe sur le tout. Devise / Cri"Chêne je suis, chêne je reste, jamais ne plie" |
| Blason de Pont-du-Casse | Détails | Armes parlantes (pont). Officiel, adopté le 29 juin 1993 |

| Blason de Port-Sainte-Marie | Blason  | Coupé: au 1er d'azur au château d'or, maçonné et ouvert de trois pièces de sable, surmonté de trois tourelles, celle du milieu donjonnée et pavillonnée d'or, au 2e d'argent, à sainte-Marie de carnation, auréolée d'or, vêtue de pourpre, debout sur une barque d'argent posée sur des flots d'azur mouvant de la pointe, accostée de deux anges affrontés du champ. Devise / Cri"Sancta Maria, ora pro nobis" (Sainte Marie, priez pour nous) |
| Blason de Port-Sainte-Marie | Détails | Armes parlantes (Sainte-Marie). Le statut officiel du blason reste à déterminer. |

| Blason de Poudenas | Blason  | D'argent au lion d'azur armé et couronné de gueules. |
| Blason de Poudenas | Détails | Le statut officiel du blason reste à déterminer.     |

| Blason de Prayssas | Blason  | De gueules à deux balances d'or, l'une au-dessus de l'autre. |
| Blason de Prayssas | Détails | Officiel.                                                    |

| Blason de Puch-d'Agenais | Blason  | D'azur à un arbre d'or posé sur un mont du même. |
| Blason de Puch-d'Agenais | Détails | Le statut officiel du blason reste à déterminer. |

| Blason de Pujols | Blason  | D'azur au chevron d'or, à la bordure componée d'argent et de sable. Devise / Cri"Como feras troberas" |
| Blason de Pujols | Détails | Le statut officiel du blason reste à déterminer.                                                      |

| Blason de Puymirol | Blason  | D'or au mont de gueules posé en abîme, accosté de deux arbres de sinople. |
| Blason de Puymirol | Détails | Le statut officiel du blason reste à déterminer.                          |

Pas d'informations pour les communes suivantes : Pailloles, Pardaillan, Parranquet, Paulhiac, Peyrière, Pompiey, Pompogne, Puymiclan et Puysserampion

Pas de blasons pour Poussignac
- Haut – A
- B
- C
- D
- E
- F
- G
- H
- I
- J
- K
- L
- M
- N
- O
- P
- Q
- R
- S
- T
- U
- V
- W
- X
- Y
- Z

## R
| Blason de Roquefort | Blason  | Écartelé: aux 1er et 4e d'azur à la fasce d'or accompagnée, en chef, de deux coquilles du même et, en pointe, d'un croissant d'argent, aux 2e et 3e d'azur au chevronnel d'or accompagné en pointe d'une salamandre d'argent, couchée dans sa patience aussi d'or, et surmontée d'un soleil du même. Devise / Cri"Virtutem fortuna" |
| Blason de Roquefort | Détails | Reprise des armes des De Secondat, barons de Montesquieu et de Roquefort, avec l'accord de cette famille. * Il y a là non-respect de la règle de contrariété des couleurs : ces armes sont fautives (argent sur or). Officiel, blason adopté en 2013.                                                                               |

| Blason de Roumagne | Blason  | Tiercé en fasce : au premier de sinople aux deux fasces ondées d'argent, à l'église d'or brochant sur le tout, au deuxième d'azur au léopard d'or, couronné, armé et lampassé de gueules, au troisième de sinople aux deux églises d'or. Devise / Cri"Vim unctio facit" |
| Blason de Roumagne | Détails | Le statut officiel du blason reste à déterminer. |

Pas d'informations pour les communes suivantes : Rayet, Razimet, Réaup-Lisse, La Réunion, Rives, Romestaing et Ruffiac
- Haut – A
- B
- C
- D
- E
- F
- G
- H
- I
- J
- K
- L
- M
- N
- O
- P
- Q
- R
- S
- T
- U
- V
- W
- X
- Y
- Z

## S
| Blason de Saint-Antoine-de-Ficalba | Blason  | D'argent au tau d'azur chargé sur sa branche transversale de trois besants d'or. |
| Blason de Saint-Antoine-de-Ficalba | Détails | Officiel, adopté le 13 décembre 1988, créé par Jean Delaneuville.                |

| Blason de Saint-Barthélemy-d'Agenais | Blason  | Écartelé : au premier de gueules au léopard d'or, armé et lampassé d'azur, au deuxième et au troisième tiercé en bande d'or, de gueules et d'azur, au quatrième de gueules au château donjonné d'or, ouvert du champ, maçonné de sable. |
| Blason de Saint-Barthélemy-d'Agenais | Détails | Le statut officiel du blason reste à déterminer. |

| Blason de Saint-Hilaire-de-Lusignan | Blason  | Tiercé en pairle au 1) d’argent au lion de gueules couronné d’or, au 2) de gueules au serpent ondoyant en pal d’or, au 3) d’azur à la tierce ondée d’argent accompagnée, en pointe, d’une ancre avec sa gumène d’or. |
| Blason de Saint-Hilaire-de-Lusignan | Détails | Le statut officiel du blason reste à déterminer. |

| Blason de Saint-Martin-de-Beauville | Blason  | De gueules à la barre d’or chargée de trois fers de dard d’azur futés de sable à plomb, accompagnée, en chef d’un épervier essorant d’argent tenant un rameau d’olivier de sinople dans sa serre dextre et en pointe d’un lion aussi d’or à la filière du même. |
| Blason de Saint-Martin-de-Beauville | Détails | Officiel, adopté le 26 juin 1997, créé par Roger Séré. |

| Blason de Saint-Maurice-de-Lestapel | Blason  | Parti : au 1er de gueules à un léopard d'or, au 2d de gueules à une construction en pierres d'argent maçonnée de sable ; le tout sommé d'un chef d'or chargé d'une croix tréflée de gueules et accostée des inscriptions « Saint » et « Maurice » l'une au-dessus de l'autre à dextre, « De » et « Lestapel » l'une au-dessus de l'autre à senestre en lettres de sable. |
| Blason de Saint-Maurice-de-Lestapel | Détails | Le statut officiel du blason reste à déterminer. |

| Blason de Saint-Maurin | Blason  | D'azur au lion d'or adextré du donjon et senestré du clocher de l'abbaye du lieu, tous deux d'or, essorés et maçonnés de sable et posés sur une terrasse de sinople, voûtée à dextre et ployée à senestre. |
| Blason de Saint-Maurin | Détails | * Il y a là non-respect de la règle de contrariété des couleurs : ces armes sont fautives (sinople sur azur). Différences entre dessin et blasonnement : le blasonnement ne mentionne pas que le donjon est ouvert et ajouré de sable, le clocher, ajouré de sable.. Le statut officiel du blason reste à déterminer. |

| Blason de Saint-Pastour | Blason  | De gueules à la croix alésée d’argent au chef cousu d’azur chargé de trois fleurs de lys d’or. |
| Blason de Saint-Pastour | Détails | Le statut officiel du blason reste à déterminer.                                               |

| Blason de Saint-Robert | Blason  | D’azur au chevronnel accompagné de deux étoiles en chef et d’un soleil non figuré en pointe le tout d’or. |
| Blason de Saint-Robert | Détails | Officiel, adopté le 6 décembre 2002, créé par Roger Séré.                                                 |

| Blason de Saint-Sardos | Blason  | De gueules à l’épée d’or posée à senestre, adextrée d’un léopard du même en pointe, au franc-quartier cousu d’azur chargé d’une fleur de lys aussi d’or, à la filière du même chargée de onze tourteaux du champ. Devise / Cri"Saint Sardos tenguet, la libertat caousiguet" (Saint Sardos a tenu, la liberté a choisi) |
| Blason de Saint-Sardos | Détails | Le statut officiel du blason reste à déterminer. |

| Blason de Saint-Sernin | Blason  | De gueules au léopard d'or, armé et lampassé d'azur en pointe, surmonté à dextre d'une gerbe de blé d'or liée de sable; au franc-quartier senestre cousu d'azur et chargé d'un lion d'argent. |
| Blason de Saint-Sernin | Détails | Le statut officiel du blason reste à déterminer. |

| Blason de Saint-Sixte | Blason  | De gueules à une gabarre (la voile ferlée) d'argent adextrée d'un léopard d'or, armé et lampassé d'azur et senestrée d'une croix cléchée, vidée et pommetée de douze pièces d'or. |
| Blason de Saint-Sixte | Détails | Le statut officiel du blason reste à déterminer. |

| Blason de Saint-Urcisse | Blason  | Parti : au 1) de pourpre à la crosse d’or, au 2) coupé au I de gueules à la croix cléchée, vidée et pommetée de douze pièces d’or et au II de sinople à l’orchidée de trois pétales d’argent boutonnée d’or et de sable. Devise / Cri"Quitte passa l'aygo al riou" |
| Blason de Saint-Urcisse | Détails | Officiel, adopté le 8 août 2000, créé par Roger Séré. |

| Blason de Sainte-Bazeille | Blason  | Écartelé : au 1) tiercé en bande d’or, de gueules et d’azur, au 2) de gueules à la croix cléchée, vidée et pommetée de douze pièces d’or au 3) de gueules plain au 4) de gueules à la fasce d’argent ; à la fasce ondée d’argent brochant sur la partition ; sur le tout d’azur à la hache d’armes d’argent, à la bordure d’or chargée de neuf tourteaux du champ ; le tout sommé d’un comble de gueules chargé d’un léopard d’or, flanqué en pal d’azur à dextre et à senestre, chaque pal chargé d’une fleur de lys aussi d’or. |
| Blason de Sainte-Bazeille | Détails | Le statut officiel du blason reste à déterminer. |

| Blason de Sainte-Colombe-en-Bruilhois | Blason  | D’argent au lion d’azur, couronné d’or, armé et lampassé de gueules. |
| Blason de Sainte-Colombe-en-Bruilhois | Détails | Le statut officiel du blason reste à déterminer.                     |

| Blason de Sainte-Livrade-sur-Lot | Blason  | D’azur à Sainte Livrade auréolée d’or tenant dans sa dextre une palme du même. |
| Blason de Sainte-Livrade-sur-Lot | Détails | Le statut officiel du blason reste à déterminer.                               |

| Blason de Sainte-Marthe | Blason  | D'azur à l'écusson d'argent chargé d'un dragon de gueules, accompagné de trois étoiles d'or rangées en chef et de sept roues de moulin du même ordonnées en orle sur les flancs et la pointe; au chef cousu de gueules chargé d'un léopard d'or armé et lampassé d'azur. |
| Blason de Sainte-Marthe | Détails | Le statut officiel du blason reste à déterminer. |

| Blason de Sainte-Maure-de-Peyriac | Blason  | De gueules au pal d'argent maçonné à l'ancienne, accosté de deux grappes de raisins adossées, tigées et feuillées de même. |
| Blason de Sainte-Maure-de-Peyriac | Détails | Le statut officiel du blason reste à déterminer.                                                                           |

| Blason de Sauvagnas | Blason  | D’argent à la croix pattée alésée de gueules, au chef du même chargé de deux coquilles d’or. Devise / Cri"A Sen Salbi, tout es poulit, tout es benezit" (À Saint-Salvy, tout est joli, tout est béni) |
| Blason de Sauvagnas | Détails | Officiel, adopté le 28 juin 1998, créé par Roger Séré. |

| Blason de Sauvetat-de-Savères (La) | Blason  | De gueules au pont droit de trois arches alésé d’or sommé d’une tour du même ouverte et ajourée de sable, au chef aussi d’or chargé de trois croisettes aussi de sable. |
| Blason de Sauvetat-de-Savères (La) | Détails | Le statut officiel du blason reste à déterminer. |

| Blason de Sauvetat-du-Dropt (La) | Blason  | Tranché au 1) d’azur à la tour carrée d’or maçonnée, ouverte et ajourée de sable, au 2) d’argent au pont droit de huit arches de sable ; au franc-quartier de gueules chargé de trois léopards l’un sur l’autre. |
| Blason de Sauvetat-du-Dropt (La) | Détails | Le statut officiel du blason reste à déterminer. |

| Blason de Sérignac-Péboudou | Blason  | D'azur à la bande d'or chargée de trois prunes de pourpre tigées et feuilles de sinople (posées à plomb), accompagnée en chef d'un moulin à vent d'argent et en pointe d'une colombe en vol du même; au chef de gueules chargé d'un léopard d'or armé et lampassé d'azur. |
| Blason de Sérignac-Péboudou | Détails | Blason sur le site les3joursdesbastides.fr Auteur(s)J.-F. Binon |

| Blason de Sos | Blason  | De gueules à deux clés d'argent passées en sautoir et nouées d'azur. |
| Blason de Sos | Détails | Le statut officiel du blason reste à déterminer.                     |

- Haut – A
- B
- C
- D
- E
- F
- G
- H
- I
- J
- K
- L
- M
- N
- O
- P
- Q
- R
- S
- T
- U
- V
- W
- X
- Y
- Z

## T
| Blason de Tayrac | Blason  | Parti : au 1) de gueules à la statuette en pied de la Vénus de Tayrac contournée d’or, au 2) d’azur au menhir d’argent, à deux annelets d’or brochant sur la partition l’un sur l’autre. Devise / Cri"Arriba, passa, resta" (Arrivé, passé, resté) |
| Blason de Tayrac | Détails | Le statut officiel du blason reste à déterminer. |

| Blason de Temple-sur-Lot (Le) | Blason  | De gueules à la tour d’or ouverte du champ, senestrée d’un avant mur aussi d’or ajouré d’une croisette pattée aussi du champ, le tout maçonné de sable, soutenu d’une rivière d'argent chargé de trois ondes d'azur mouvant de la pointe. |
| Blason de Temple-sur-Lot (Le) | Détails | Le statut officiel du blason reste à déterminer. |

| Blason de Tonneins | Blason  | Coupé : au premier de sinople au croissant d'or surmonté de trois étoiles mal ordonnées du même; au second d'azur aux deux tours d'or surmontées d'une fleur de lys du même. |
| Blason de Tonneins | Détails | En 1699, le Roi Soleil, Louis XIV, inventa un nouvel impôt sur les armoiries pour financer les nouvelles constructions du Château de Versailles. Les Tonneinquais ne pensaient pas payer cet impôt car ils n’avaient pas d’armoiries. Mais on leur en attribua d’office. Tonneins-Dessous reçut un blason d’azur à trois tours d’or rangées sur une terrasse de sable et Tonneins-Dessus reçut un autre blason de couleur sable et à trois coquilles d’or. Mais les consuls des deux cités n’en voulurent point et en choisirent d’autres. Tonneins-Dessous en choisit un de couleur azur à deux tours crénelées et ajourées surmontées d’une Fleur de lys. Tonneins-Dessus choisit un blason de couleur verte au croissant d’argent surmonté de trois étoiles. Le blason actuel est donc composé des deux blasons choisis par les Tonneinquais : 1 étoile pour le bourg de Fauillet, 1 pour celui d’Ayet et 1 pour Tonneins. Le croissant désigne la forme qu’affecte la Garonne devant Tonneins-Dessus. Une tour pour Tonneins-Dessous et l’autre pour Tonneins-Dessus et, entre les deux, un Lys symbole de la paix entre les deux cités. - Tonneins-Dessus : De sable à 3 coquilles d'or. - Tonneins-Dessous : D'azur à 3 tours d'or posées en fasce sur une terrasse de sable. Le statut officiel du blason reste à déterminer. |

| Blason de Tournon-d'Agenais | Blason  | De sinople aux quatre tours d'or.                |
| Blason de Tournon-d'Agenais | Détails | Le statut officiel du blason reste à déterminer. |

| Blason à dessiner | Blason  | De gueules au clocher mur d'argent ouvert de quatre arcades, les deux du milieu campanées du même, accompagné en chef de deux cyprès de sinople et en pointe d'un moulin à vent d'argent. |
| Blason à dessiner | Détails | Le statut officiel du blason reste à déterminer. |

| Blason à dessiner | Blason  | D'azur à deux clés d'or passées en sautoir au 1er quartier, au château de trois tours couvertes d'or au 2e quartier, à trois coquilles d'or rangées en fasce en pointe. |
| Blason à dessiner | Détails | Le statut officiel du blason reste à déterminer. |

- Haut – A
- B
- C
- D
- E
- F
- G
- H
- I
- J
- K
- L
- M
- N
- O
- P
- Q
- R
- S
- T
- U
- V
- W
- X
- Y
- Z

## V
| Blason de Varès | Blason  | De sinople au pont voûté d'or, maçonné de sable, posé sur une rivière d'azur agitée d'argent et mouvant de la pointe, et sommé d'un cerf d'argent, ledit cerf accompagné en flancs de quatre feuilles de chêne d'or nervurées du champ, celles de dextre posées en chevron couché et celles de senestre en chevron couché-contourné; au comble d'argent chargé de l'inscription "VARÈS" de gueules, flanqué en pal du même, chaque flanc chargé d'un léopard lionné d'or, celui de dextre contourné |
| Blason de Varès | Détails | Adopté en conseil municipal le 12 décembre 2013. |

| Blason de Verteuil-d'Agenais | Blason  | D'or à l'arbre terrassé de sinople.              |
| Blason de Verteuil-d'Agenais | Détails | Le statut officiel du blason reste à déterminer. |

| Blason de Vianne | Blason  | Écartelé, au I et au IV contre-écartelé d'or et de gueules, au II de gueules à trois léopards d’or, armés et lampassés d’azur, passant l'un sur l'autre, au III aussi de gueules à la croix de Toulouse (cléchée, vidée et pommetée d'or). |
| Blason de Vianne | Détails | Vianne, étant une bastide, ne possédait pas de blason. Celui décrit ci-dessous a été créé à l'occasion des fêtes du septcentenaire de la création de la bastide. Le statut officiel du blason reste à déterminer.                          |

| Blason de Villebramar | Blason  | Écartelé: au 1 de gueules à l'église Saint-Saturnin du lieu d'or, au 2 d'argent à trois tulipes dites "d'Agen" de gueules tigées et feuillées de deux pièces de sinople, au 3 d'argent à une prune de pourpre tigée et feuillée de deux pièces de sinople posée en barre, au 4 de gueules à un léopard d'or armé et lampassé d'azur. |
| Blason de Villebramar | Détails | Créé par JF Binon. Le statut officiel du blason reste à déterminer. |

| Blason de Villefranche-du-Queyran | Blason  | D'azur à la tour côtoyée d'un entre-mur senestre d'argent. |
| Blason de Villefranche-du-Queyran | Détails | Le statut officiel du blason reste à déterminer.           |

| Blason de Villeneuve-sur-Lot | Blason  | D'azur au pont de cinq arches d'argent, sommé de trois tours du même, celle du milieu plus élevée, celles de dextre et senestre surmontées d'une fleur de lys d'or, sur une rivière aussi d'argent mouvant de la pointe. |
| Blason de Villeneuve-sur-Lot | Détails | Cette description a été faite pour la première fois en 1547 par le roi de France Henri II. Le blason représente à la fois le pont, symbole de la ville, dans son ancienne configuration (cinq arches, trois tours) et, par la fleur de lys, le pouvoir royal (la ville a été fondée par Alphonse de Poitiers, frère de saint Louis). Le statut officiel du blason reste à déterminer. |

| Blason de Villeréal | Blason  | D'azur à trois tours d'or maçonnées de sable.    |
| Blason de Villeréal | Détails | Le statut officiel du blason reste à déterminer. |

Pas d'informations pour les communes suivantes :  Villeneuve-de-Duras et Villeton

Pas de blasons pour Virazeil
- Haut – A
- B
- C
- D
- E
- F
- G
- H
- I
- J
- K
- L
- M
- N
- O
- P
- Q
- R
- S
- T
- U
- V
- W
- X
- Y
- Z

## X
| Blason de Xaintrailles | Blason  | Écartelé : aux 1er et 4e d'argent à la croix alésée de gueules, aux 2e et 3e de gueules au lion d'argent.             |
| Blason de Xaintrailles | Détails | Blason inspiré des armes de Jean Poton de Xaintrailles. Adopté par la municipalité. Présent sur le site de la mairie. |